# Miguel Iguaran Arandia
Miguel Iguaran Arandia, semplicemente noto come Iguaran (Azkoitia, 3 settembre 1937), è un ex calciatore spagnolo, di ruolo centrocampista. Anche il fratello Pedro María è stato un calciatore professionista.

## Carriera
Iguaran inizia la carriera agonistica tra i cadetti dell'Eibar, con cui disputa il campionato di Segunda División 1957-1958, retrocedendo in terza serie a causa del diciassettesimo posto ottenuto nel Gruppo I.
Dal 1959 al 1965 milita nel Real Oviedo, giocando sei campionati nel massimo campionato spagnolo, ottenendo come miglior piazzamento il terzo posto nella stagione 1962-1963. L'esperienza con l'Oviedo terminò nella stagione 1964-1965, con la retrocessione in cadetteria.
Nella stagione 1965-1966 passa la Maiorca, con cui retrocede nuovamente in cadetteria.
Nella Segunda División 1966-1967 passa al UE Lleida, sempre nella seconda serie spagnola riuscendo a mantenere la categoria.
Nel 1968 si trasferisce in Canada per giocare nel Toronto Falcons con cui partecipa alla prima edizione della NASL, ottenendo il terzo posto della Lakes Division.
Ritornato in patria, nella stagione 1968-1969 passa al Jerez Industrial, con cui retrocede in terza serie a causa del ventesimo e ultimo posto ottenuto.